# دشمیه
دشمیه (به عربی: الدشمیة) یک شهرداری در الجزایر است که در استان بویره واقع شده‌است. دشمیه ۷٬۴۶۶ نفر جمعیت دارد.